# Мужская сборная Польши по гандболу
Мужская сборная Польши по гандболу — гандбольная сборная, которая представляет Польшу на международных турнирах по гандболу. Контролируется Польским союзом гандбола. Трижды бронзовый призёр чемпионатов мира (1982, 2009 и 2015), серебряный призёр чемпионата мира 2007 года, бронзовый призёр Олимпиады 1976 года.

## Достижения
- Гандбол на летних Олимпийских играх 1976 —  Бронза
- Чемпионат мира по гандболу среди мужчин 1982 —  Бронза
- Чемпионат мира по гандболу среди мужчин 2007 —  Серебро
- Чемпионат мира по гандболу среди мужчин 2009 —  Бронза
- Чемпионат мира по гандболу среди мужчин 2015 —  Бронза

### Выступление на чемпионатах мира
| 1938 | 1954 | 1958 | 1961 | 1964 | 1967 | 1970 | 1974 | 1978 | 1982 | 1986 | 1990 | 1993 | 1995 | 1997 | 1999 | 2001 |
| ---- | ---- | ---- | ---- | ---- | ---- | ---- | ---- | ---- | ---- | ---- | ---- | ---- | ---- | ---- | ---- | ---- |
| —    | —    | 5    | —    | —    | —    | —    | 4    | 6    | 3    | 14   | 11   | —    | —    | —    | —    | —    |

| 2003 | 2005 | 2007 | 2009 | 2011 | 2013 | 2015 | 2017 | 2019 | 2021 | 2023 |
| ---- | ---- | ---- | ---- | ---- | ---- | ---- | ---- | ---- | ---- | ---- |
| 10   | —    | 2    | 3    | 8    | 9    | 3    | 17   | —    | 13   |      |

## Известные игроки
- Ежи Клемпель
- Богдан Вента
- Кароль Белецкий
- Збигнев Квятковский

## Скандалы
- На чемпионате мира 2015 года в Катаре в полуфинальном матче сборная Польши уступила хозяевам при неоднозначном судействе[1][2][3][4]: своё недовольство игроки высказали саркастическими аплодисментами по окончании матча в адрес судей[5].